# Pedro Barroso
António Pedro da Silva Chora Barroso OL (Lisboa, 28 de novembro de 1950 - Lisboa, 16 de março de 2020), artisticamente conhecido como Pedro Barroso, foi um cantor, autor-compositor e músico português.

## Biografia
Tendo nascido em Lisboa, Pedro Barroso cresceu em Riachos, terra natal do pai, professor do Ensino Primário.
Completou o curso de Educação Física em 1973, na Instituto Nacional de Educação Física, atual Faculdade de Motricidade Humana, e foi professor dessa disciplina no Ensino Secundário durante mais de 20 anos.
Em 1988, viria a obter um diploma de pós-graduado em Psicoterapia Comportamental, tendo trabalhado na área da Saúde Mental e Musicoterapia durante alguns anos. Foi, neste campo, pioneiro no ensino de crianças surdas, numa escola de ensino especial de Lisboa.
Membro ativo da comunidade artística e musical, integrou a direção do Sindicato dos Músicos e foi autor, em 2002, do polémico Manifesto sobre o estado da Música Portuguesa, que teve audições junto de todos os grupos parlamentares da Assembleia da República e do então Presidente da República, Jorge Sampaio.
Desde 2003, foi membro dos corpos gerentes da Sociedade Portuguesa de Autores, na direção presidida por Manuel Freire.
Barroso foi convidado a dar palestras sobre a cultura portuguesa nas universidades de Nijemegen, Estocolmo, Toronto e Budapeste.
Pedro Barroso foi pai do também cantor Nuno Barroso, vocalista dos Alémmar.
Morreu aos 69 anos, de doença prolongada, na noite de 16 de março de 2020, em Lisboa.

## Carreira artística
Aos quinze anos estreava-se na rádio, fazendo teatro radiofónico com Odette de Saint-Maurice, na Emissora Nacional.

### Música
Em dezembro de 1969, era um dos cantautores revelados pelo Zip-Zip, programa da RTP.
Em 1970, apresenta o primeiro disco, um EP denominado Trova-dor. Vai para o Teatro Experimental de Cascais nesse ano. Sob a direção do encenador Carlos Avilez, participa como ator nas peças Fuenteovejuna, de Lope de Vega, e Breve Sumário da História de Deus, de Gil Vicente, juntamente com José Jorge Letria e António Macedo.
Grava alguns singles para a Valentim de Carvalho. O seu primeiro álbum de longa duração é editado em 1976, pela Diapasão/Sassetti, com o título Lutas Velhas, Canto Novo. Segue-se o álbum Água Mole Em Pedra Dura em 1978. No ano de 1979, lança o single "Em Ferrel/Canção Para O Rio Almonda" e participa no Festival da Nova Canção de Lisboa.
O álbum Quem Canta Seus Males Espanta foi editado em 1980. A canção "Canção Para O Rio Almonda" seria distinguida com o Troféu Karolinka no Festival Menschen und Meer, realizado na antiga RDA, em 1981.
Em 1981 colabora num LP publicitário da cerveja Sagres, intitulado Venha Cantar Connosco - 15 Canções de Convívio e Amizade, onde interpreta um tema de sua autoria chamado "A Narça". Neste disco colaboraram, entre outros, Maria Guinot, Tózé Brito, Nicolau Breyner ou Tossan.
Barroso participou, em 1982, no Festival da Canção da Rádio Comercial com "Cantar Brejeiro". Em 1983, obteve um grande sucesso com a canção "Ai Consta".
Em 1987, é lançado o LP "Roupas de Pátria Roupas de Mulher". Recebe o prémio para a melhor canção desse ano, com "Menina dos Olhos d’Água". No ano seguinte sai o disco Pedro Barroso.
A editora Ovação lança em 1990 uma compilação com temas dos discos Água Mole Em Pedra Dura e Quem Canta Seus Males Espanta. A seguir, foram editados os discos Longe d'Aqui (1990), Cantos d'Antiga Idade (1994), Cantos d'Oxalá (1996) e Criticamente (1999).
Em 2001, é editado o CD Crónicas da Violentíssima Ternura. O álbum De Viva Voz, gravado ao vivo, foi editado em dezembro de 2002. Em 2004, celebrou os 35 anos de carreira com a edição do CD Navegador do Futuro. O disco-duplo Antologia 1982-1990 foi editado em 2005 pela Movieplay.
Em 2008, lançou o disco Sensual Idade, sobre os seus quarenta anos de carreira.
Autor da larga maioria das letras e das músicas que interpreta, é possível encontrar entre as cantigas de Pedro Barroso, trabalhos de autores como Cesário Verde, Sophia de Mello Breyner Andresen e até José Saramago, Prémio Nobel da Literatura, no tema "Afrodite" ou "Nasce Afrodite Amor, Nasce o teu Corpo", incluído no álbum Água Mole Em Pedra Dura, de 1978, e no DVD 40 Anos de Música e Palavras, de 2009.
Cantou em praticamente todas as grandes salas portuguesas (Coliseu de Lisboa, Aula Magna, Fórum Lisboa, Teatro Rivoli, Pavilhão Atlântico, Teatro Diogo Bernardes, etc.), bem como em todo o país, e ainda na Alemanha, Bélgica, Brasil, Canadá, Espanha, EUA, França, Holanda, Hungria, Luxemburgo, China, Suíça e Suécia. Em muitos destes países, atuou também em cadeias de televisão e rádios.
A 3 de dezembro de 2009, num concerto no Teatro de São Luiz, Pedro Barroso despediu-se dos palcos, celebrando 40 anos de carreira. No entanto, ainda partilhou o palco com Manuel Freire e Francisco Fanhais, num "(Re)Encontro", em Tondela, a 19 de junho de 2010. Já em 2011, a 3 de maio, é lançado novo registo de atuação, agora na Aula Magna do Conservatório de St. Maur, Paris.
Em fevereiro de 2012, lança lançado o álbum Cantos da Paixão e da Revolta.

### Literatura
Entrando também na escrita, Pedro Barroso publicou vários títulos, desde Cantos Falados, editado pela Ulmeiro, em 1996. Da mão do autor saíram Das Mulheres e do Mundo (Mirante, 2003), as ficções A História Maravilhosa do País Bimbo (Calidum, 2005), com prefácio do maestro António Vitorino de Almeida, e Contos Anarquistas (Temas Originais, 2009). Em fevereiro de 2012, foi editado o livro Memória inútil de mim e outros gritos na paisagem.
Pedro Barroso assinou os prefácios de Quadras deste Lugar à Margem (Brasília, 1997), de Manuel de Varziela, e Educação ou Armadilha Pedagógica? (Papiro, 2006), de Manuel Cidalino Cruz Madaleno.

## Prémios e Reconhecimento
Em 1987, recebe o prémio para a melhor canção desse ano, com Menina dos Olhos d’Água. 
A Sociedade Portuguesa de Autores, distinguiu-o com a Medalha de Honra. 
A 16 de julho de 2020, foi agraciado, a título póstumo, com o grau de Oficial da Ordem da Liberdade.
A sua canção Viva Quem Canta, é uma das 150 canções, que constam na antologia, As Palavras das Canções, organizada por João Calixto, editada com o apoio da Sociedade Portuguesa de Autores. 

## Discografia
Entre a sua discografia encontram-se: 

### Álbuns e EP
- 1976 Lutas Velhas, Canto Novo (LP)
- 1978 Água Mole Em Pedra Dura (LP, Diapasão) (reeditado em 2000 como Cartas de Portugal (CD, Strauss)[22][23][24]
- 1980 Quem Canta Seus Males Espanta (LP, Diapasão)
- 1982 Cantos à Terra Madre (LP, Orfeu) (CD, Movieplay, 1997)[25]
- 1983 Do Lado de Cá de Mim (LP, Orfeu)(CD, Movieplay, 2003)[24]
- 1984 Cantos da Borda d'Água (LP, Orfeu)(CD, Movieplay, 2004)[26]
- 1986 Roupas de Pátria Roupas de Mulher (LP, Orfeu)
- 1988 Pedro Barroso (álbum)|Pedro Barroso (LP, Transmédia)(CD, Movieplay, 1998)[27]
- 1990 Longe d'Aqui (LP/CD, Discossete)[28]
- 1994 Cantos d'Antiga Idade (CD, Strauss)[29]
- 1996 Cantos d'Oxalá (CD, CD Top)
- 1999 Criticamente (CD, Lusogram))[30]
- 2001 Crónicas da Violentíssima Ternura (CD, Lusogram))[24]
- 2001 De Viva Voz Ao vivo (CD, Lusogram)
- 2004 Navegador do Futuro (CD, Ocarina)[31]
- 2008 Sensual Idade (CD, Ovação)[32]
- 2012 Cantos da Paixão e da Revolta (CD, Ovação)
- 2013 Memória do Futuro (Ao Vivo no Rivoli) (CD, Ovação)
- 2014 Palavras ao Vento (CD, Ovação)
- 2017 Artes do Futuro (CD, Ovação)

### Singles
- Trova-dor (EP, Zip-Zip, 1970)
- 1º de Maio/Medicina Social (Single, Decca, 1974) SPN 188 G
- Pastilhas Reacção/Canção Urgente (Single, Decca, 1975)
- Em Ferrel / Canção ao Rio Almonda (Single, Diapasão/Sassetti, 1979)
- Nova Canção de Lisboa (Single, Sassetti, 1979)
- Canção ao Rio Almonda/Ferrel (Single, Sassetti, 1980)
- Cantar Brejeiro/Tanta Gente (Single, Nova, 1982)
- Ai Consta/Viva Quem Canta (Single, RT, 1983)
- Camarnal/Cantarei (Single, Orfeu, 1984)

### Compilações
- 1986 Colectânea (Orfeu)
- 1990 Quem Canta Seus Males Espanta (Ovação ref. lp-3027),  com reedição parcial de temas dos LP Água Mole Em Pedra Dura e Quem Canta Seus Males Espanta
- 1998 O Melhor dos Melhores (Volume 81) (CD, Movieplay)[33]
- 2000 Colecção Clássicos da Renascença (Volume 85) (Movieplay)
- 2005 Antologia 1982-1990 (2CD Movieplay)[4]

### Participações
- 1971 Breve Sumário da História de Deus (EP, Zip-Zip)
- 1981 Venha Cantar Connosco - 15 Canções de Convívio e Amizade com o tema "A Narça"
- [carece de fontes?]
- 1994 Canções com Aroma de Abril (CD, Strauss) com o tema "Água Mole em Pedra Dura"[34]
- 1997 Rádio Renascença: 60 Anos de Música (1936-1996) Memórias da Rádio (CD, Megadiscos) com o tema "Menina dos Olhos de Água"[35]
- 1998 Assim Sim (CD, Profissom) com o tema "Cantos d'Oxalá"[36]
- 1999 25 Abril, 25 Anos, 25 Canções (CD, Strauss) com os temas "Canção para a unidade " e "Quem Canta seus Males Espanta"[37]
- 2005 Vozes & Canções Românticas: O Melhor da Música Portuguesa (CD, Selecções do Reader's Digest) com o tema " Canção para Regressar"[38]
- 2009 Alma Portuguesa: Canções (Volume 1) (CD, Ovação) com o tema "Em Sagres"[39]
- 2010 Aromas de Abril (CD, iPlay) com o tema "1º de Maio"[40]